# Moknéa
 (mars 2011).
Si vous disposez d'ouvrages ou d'articles de référence ou si vous connaissez des sites web de qualité traitant du thème abordé ici, merci de compléter l'article en donnant les références utiles à sa vérifiabilité et en les liant à la section « Notes et références ».
Moknéa est un village de Kabylie situé dans la commune d'Ifigha, wilaya de Tizi Ouzou, Algérie.

## Localisation
Le village de Moknéa est situé à 6 km au nord-est d'Ifigha, chef-lieu de la commune. Il est limité au nord par le village de Chebel de la commune de Yakouren, à l'est par le village d'Ighil Boukiassa de la commune d'Idjeur, au sud-ouest par le village d'Achallam, et à l'ouest par le village d'Aourir de la commune d'Ifigha.
Le village culmine à 900 m d'altitude.

## Histoire
Cette région est au centre de la Kabylie, et a joué un rôle prépondérant durant l'histoire du pays depuis l'antiquité jusqu'à ce jour[réf. nécessaire].
Selon Mahfoud Kaddache et Smail Oussedik, un des rois berbères de l'Antiquité est enterré au lieu-dit Azrou Bourssou, à 500 mètres au sud de Hidous. De plus, des transcriptions libyques, répertoriées par les historiens, sont encore visibles, ainsi qu'une grotte au nom Ifri n Dellal entre Ifigha et Aourir[réf. nécessaire].
Il est l'un des villages important de la confédération  de Ait Ghobri à proximité du village de Awrir At Ɣebṛi connu dès le Moyen Âge, d'où est parti Ahmed el-kadhi fondateur du Royaume de Koukou. Durant la colonisation française, un pasteur d'origine suisse a également érigé un château à Hidous, village voisin. Il est connu comme étant un des refuges durant la guerre d'Algérie (1954-1962) pour les combattants de l'Armée de libération nationale (ALN).[réf. nécessaire]